# Dilemme
Pour l’article ayant un titre homophone, voir Dilem.
Pour les articles homonymes, voir Dilemme (émission de télévision) et Dilemme (nouvelle).

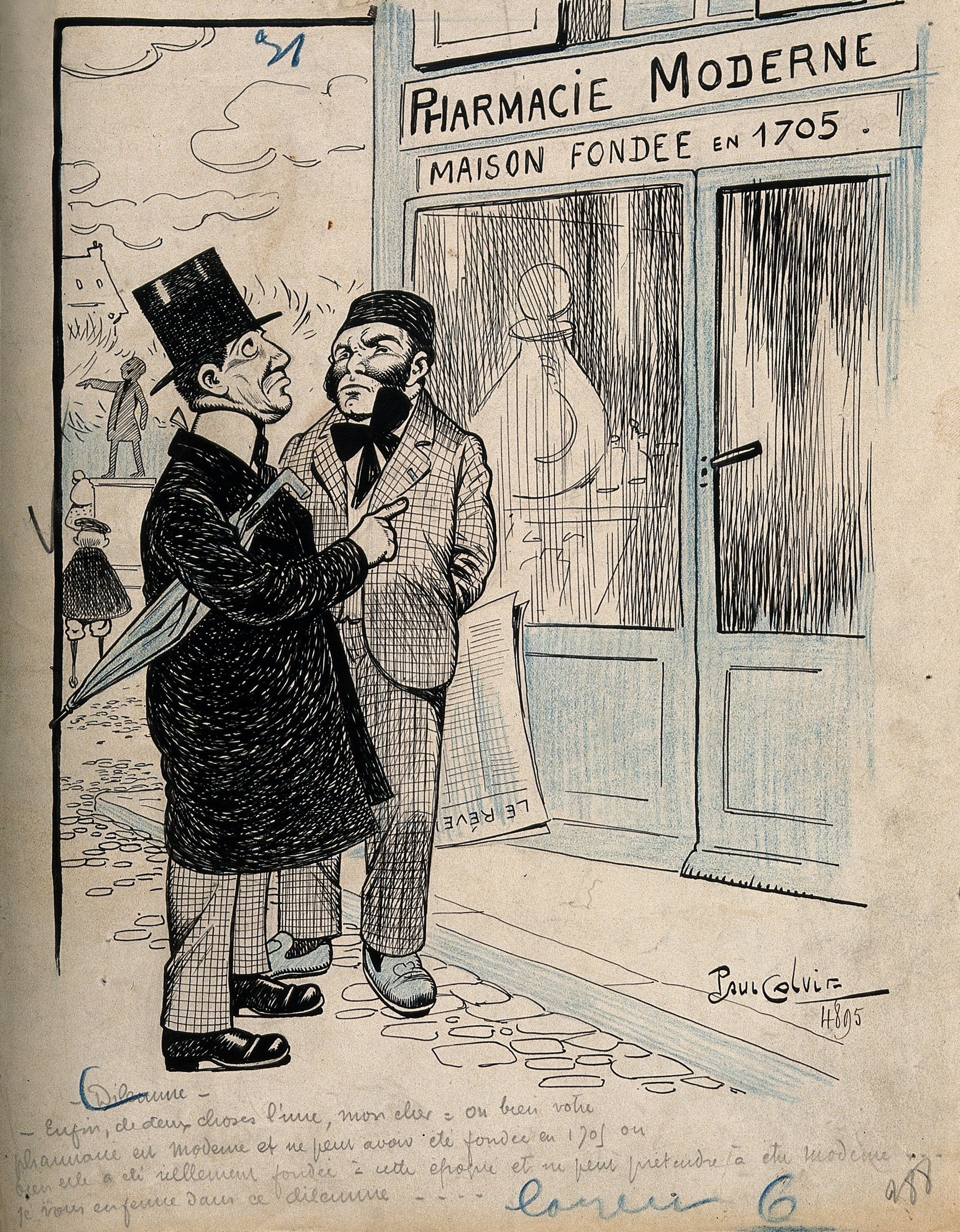
« Dilemme » Enfin, de deux choses, l'une mon cher : ou bien votre pharmacie est moderne et ne peut avoir été fondée en 1705 ou bien elle a été réellement fondée à cette époque et ne peut prétendre à être moderne. Je vous enferme dans ce dilemme.

En logique, un dilemme (du grec ancien : δίλημμα, dilemma « double proposition ») est un raisonnement qui, partant de la disjonction de deux propositions (p ou q) établit que chacune des deux mène à une même conclusion, laquelle par conséquent s'impose (sans qu'il soit nécessaire de savoir si c'est p ou q ou les deux qui sont vraies ; par contre la conclusion reste indéterminée si l'on établit que p et q sont toutes les deux fausses). Un exemple courant est ce qu'on peut appeler le « dilemme des conseils de classe » : ou cet élève n'a pas travaillé ou il n'a pas les moyens, en tout état de cause il ne peut passer dans la classe supérieure… On voit immédiatement sur cet exemple combien le sens de « dilemme » pour le logicien est éloigné du sens courant qui l'associe à un choix difficile sinon tragique.
Plus largement, un dilemme est une situation qui offre une alternative, menant à des résultats différents, dont les deux partis sont d'égal intérêt. Généralement les possibilités offertes sont présentées aussi attirantes ou repoussantes l'une que l'autre ; mais cette considération est, d'un point de vue logique, sans intérêt (être « aussi petit » ou « aussi grand » ; c'est toujours « avoir la même taille »). Plus largement encore, un dilemme est synonyme de choix difficile ou douloureux (« choix cornélien » : choisir entre l'amour et l'honneur, dans Le Cid). En termes de philosophie morale, le dilemme exprime la situation où se trouve un agent lorsqu'il doit faire A et B mais ne peut faire à la fois A et B, ce qui le contraint donc à choisir entre l'un ou l'autre : quel que soit son choix, il n'aura pas rempli l'une de ses deux obligations.

## Dilemme en philosophie morale
Le dilemme moral n'a pas, d'une manière générale, été pris au sérieux avant le XXe siècle,. En effet, les philosophes antérieurs niaient pour la plupart sa possibilité. La possibilité de choix difficiles a bien sûr été envisagée : ainsi, Platon, dans le cadre d'une discussion sur la définition de la justice, au livre I de La République, demande s'il faut rendre une arme qui a été prêtée à son propriétaire, si celui-ci est devenu fou. Mais dans ce cas, il est clair que l'obligation de sécurité prime sur celle de rendre l'arme, qui pourra être rendue après : il ne s'agit donc pas, en fait, d'un véritable dilemme. De même, Aristote évoque de tels cas difficiles lorsqu'il discute du volontaire, de l'involontaire et du non-volontaire (Éthique à Nicomaque, III, 1). Mais, pour lui, de tels cas (par exemple, « si un tyran nous ordonne d'accomplir une action honteuse, alors qu'il tient en son pouvoir nos parents et nos enfants »), sont des « actions mixtes », entre le volontaire et l'involontaire. La délibération aristotélicienne portant sur le contingent, c'est-à-dire sur le possible, la notion moderne de dilemme, qui nous confronte à un « choix impossible », semble étrangère à son cadre théorique : que pourrait, en effet, signifier un choix impossible — mais pourtant nécessaire ? En médecine, la question de l'aide au suicide est un dilemme classique: faut-il abréger les souffrances d'un patient atteint d'une maladie incurable, ou faut-il maintenir la vie à tout prix, règle présente dans le serment d'Hippocrate ?
Parmi les philosophes qui nient l'existence de dilemmes authentiques, on peut citer Thomas d'Aquin, Kant, John Stuart Mill, et, au XXe siècle, W. D. Ross,. Bernard Williams, au contraire, fait partie de ceux qui défendent leur possibilité. Parmi ces derniers, deux théories éthiques principales s'opposent : l'une affirme qu'il n'est pas possible d'exclure les dilemmes moraux d'une théorie (et donc que les théories qui le font sont logiquement incohérentes) ; l'autre, que même si c'est possible, ce n'est pas désirable. Au contraire, les théories qui cherchent à exclure les dilemmes moraux ne le font pas nécessairement pour des raisons de cohérence ou de consistance, au sens de la logique déontique. En effet, l'un des motifs puissants pour exclure la possibilité des dilemmes, c'est de donner aux règles morales la fonction de prescrire le choix d'une (et d'une seule) action. Des théories qui assignent cette fonction aux règles morales sont dites prescriptivistes. Au contraire, dans le cadre d'un dilemme, les lois morales ne permettent pas de choisir.

### Thomas d'Aquin, Kant et Mill
Ainsi, Thomas d'Aquin nie la possibilité de dilemmes moraux qui ne résultent pas d'une faute morale de l'agent. Il distingue ainsi le dilemme secundum quid, qui procède d'une conscience erronée (ou d'une erreur de délibération) du dilemme simpliciter. Selon lui, si une théorie morale admet la possibilité de cette dernière forme de dilemme, elle est nécessairement fausse.
De même, Kant, fondateur d'une éthique déontologique, et John Stuart Mill, penseur de l'utilitarisme et d'une éthique conséquentialiste, dénient la possibilité de dilemmes authentiques. Kant élabore en effet une morale rationnelle ; pour lui, les principes exprimant les devoirs ne peuvent être contradictoires : des normes morales antinomiques ne peuvent exister. Dès lors, il ne peut y avoir de conflit des devoirs. Il admet néanmoins la possibilité d'un conflit sur le fondement des devoirs (Métaphysique des mœurs, II).
Pour Mill, l'utilitarisme a précisément pour avantage de résoudre les dilemmes apparents (Utilitarisme, II, 25).

### La question des dilemmes auXXesiècle
Beaucoup de philosophes contemporains admettent, au contraire, la possibilité des dilemmes moraux authentiques. L'exemple à la source de nombreux débats est celui pris par Jean-Paul Sartre dans L'existentialisme est un humanisme (1946) : un élève hésite entre rejoindre les Forces françaises en exil, et ainsi venger son père ; ou rester auprès de sa mère, et l'aider à vivre,. John Lemmon et Bernard Williams défendent ainsi la possibilité des dilemmes.
Le problème du dilemme se divise en deux questions: l'une est d'ordre épistémologique, l'autre va au-delà d'une simple question épistémologique. La question épistémologique recouvre les cas où il est difficile de savoir quel est mon devoir. Mais il ne s'agit pas alors d'un dilemme authentique, dans la mesure où j'ai le devoir de choisir telle ou telle action. Le dilemme authentique recouvre, quant à lui, le cas où deux actions sont obligatoires, du point de vue moral, mais où je ne peux faire les deux.
Bernard Williams (1965) distingue ainsi deux types de conflits d'obligations :
- l'une des obligations est plus forte que l'autre. Il s'agit alors d'un « conflit soluble ».
- les deux obligations sont équivalentes: il s'agit alors d'un « conflit insoluble ».

L'exemple de Sartre illustre le cas du conflit insoluble. Le conflit soluble peut lui, être illustré de la façon suivante: j'ai un rendez-vous avec une personne, mais lorsque j'y vais, j'assiste en chemin à un accident. L'obligation morale de porter assistance à une personne en danger l'emporte alors sur l'obligation de tenir ma promesse d'aller au rendez-vous. Il semble qu'on puisse éviter les dilemmes en organisant de façon hiérarchique les préceptes moraux (par exemple, l'obligation de ne pas nuire, ou harm principle, primerait sur la promesse). Mais W. D. Ross (1930) a remarqué qu'il n'est pas possible d'établir une hiérarchie, en soi, des préceptes moraux : dans certains cas, l'obligation de tenir sa promesse prime sur le principe de non-nuisance (harm principle), dans la mesure où le mal à éviter est peu important.
En outre, même s'il y avait une hiérarchie des normes morales, qui ne varierait pas selon les circonstances, on serait confronté au cas où un même principe moral commande deux actions qui ne peuvent être simultanément choisies: Walter Sinnot-Armstrong appelle ces dilemmes des cas symétriques. Le Choix de Sophie (1979), de William Styron, illustre cette possibilité: un garde dans un camp de concentration oblige une mère à choisir, entre ses deux enfants, lequel sera tué; en ajoutant que si la mère ne choisit pas, les deux seront tués.
Il faut ajouter que même un système de règles cohérent, et admettant donc le principe de non-contradiction, peut générer des dilemmes. Ruth Marcus (1980) donne ainsi une définition d'un « ensemble de règles comme cohérent [consistent] s'il y a un monde possible dans lequel elles peuvent toutes être obéies dans toutes les circonstances de ce monde ». Ainsi, « les règles sont cohérentes [consistent] s'il y a des circonstances possibles dans lesquelles aucun conflit n'émergera », et non cohérentes « s'il n'y a aucune circonstance, aucun monde possible, dans lequel toutes les règles peuvent être satisfaites ».
Il y a deux positions possibles à l'égard de ces conflits d'obligations. La première affirme que, dans le cas des conflits solubles (une obligation prime sur l'autre), l'obligation inférieure est éliminée: les obligations sont absolues, et la seule réelle est celle qui prime. Ainsi, mon devoir d'aider quelqu'un prime sur ma promesse d'aller à un rendez-vous, et élimine celle-ci en tant qu'obligation morale.
On peut considérer, au contraire, que l'obligation de rang inférieure ne disparaît pas pour autant. Ainsi, pour Bernard Williams (1965), « il me semble impossible de s'en tenir à une présentation logique qui fasse que le conflit ait comme conséquence nécessaire qu'un des devoirs doive être totalement rejeté, en ce sens qu'on deviendrait convaincu qu'il n'avait pas véritablement de réalité ».

### Trois arguments en faveur des dilemmes
Trois arguments principaux sont utilisés à l'appui de l'existence des dilemmes moraux :
- l'argument du sentiment moral ;
- l'argument de la symétrie ;
- l'argument de l'incommensurabilité.

Pour B. Williams (1965), le fait que l'agent éprouve du regret, ou du remords, après avoir choisi telle ou telle action (quelle que soit l'action ayant été choisie), montre que l'obligation commandant de choisir telle action (qui n'a pas été choisie) n'a pas disparu pour autant dans le conflit des obligations. Ce regret s'explique ainsi parce que l'agent a négligé l'une de ses deux obligations. L'argument du sentiment moral, ou du regret, permet ainsi de démontrer l'existence des conflits solubles. Pour démontrer celle des conflits insolubles, il faut en outre que le regret éprouvé soit de même intensité quelle que soit l'option choisie, et que l'intensité du regret éprouvé corresponde à l'intensité de l'obligation négligée (Williams, 1965).
Deux objections sont utilisées contre cet argument. L'une affirme que l'agent éprouve du regret parce qu'il a négligé un devoir prima facie (à première vue), qui n'était donc pas un véritable devoir (c'est la position de W. D. Ross (1930), qui distingue entre devoirs prima facie et devoirs non qualifiés). Mais cette conception se heurte néanmoins aux dilemmes entre obligations qui ne tolèrent pas d'exceptions (par exemple ne pas tuer un innocent).
La deuxième explique le regret en affirmant qu'il ne provient pas du non-respect d'une obligation morale, mais du regret éprouvé à l'égard des conséquences de l'action: un agent ayant satisfait toutes ses obligations peut néanmoins éprouver du regret, par rapport aux conséquences de l'action choisie.
L'argument de la symétrie est illustré par le cas où deux jumeaux se noient, mais nous ne pouvons sauver que l'un des deux (voir aussi Le Choix de Sophie). Or les deux jumeaux ont la même valeur morale : la vie de l'un ne vaut pas plus que l'autre. On objecte à cet argument que l'obligation serait en fait disjonctive : on ne peut avoir l'obligation de sauver les deux jumeaux, mais seulement de sauver l'un des jumeaux. Cette objection repose sur l'idée que le « devoir » repose sur le « pouvoir » : je ne dois faire que ce que je peux (« à l'impossible nul n'est tenu »).
L'argument de l'incommensurabilité repose sur l'idée qu'il y a des valeurs incommensurables (par exemple, la justice et le bonheur), et aussi sur celle selon laquelle il est difficile, voire impossible, de mesurer le degré exact de force des obligations. L'utilitarisme affirme au contraire qu'il est possible de mesurer l'intensité des obligations. Alan Donagan admet, quant à lui, l'incommensurabilité, mais affirme que seuls les principes et valeurs non moraux peuvent être incommensurables. Une troisième objection à l'argument de l'incommensurabilité repose sur l'idée qu'il est impossible de dire que l'agent qui tranche entre principes non commensurables est moralement condamnable, puisqu'on ne peut pas dire qu'il a choisi le pire, ni même le moins meilleur.

### Contre les dilemmes moraux
Le premier argument qui va à l'encontre de l'existence et de la possibilité des dilemmes moraux repose sur le prescriptivisme universel, qui donne comme fonctions premières aux énoncés moraux celle de prescrire des actions. Or, dans le cas d'un dilemme, les énoncés moraux semblent ne rien prescrire, puisque les deux actions incompatibles sont également obligatoires; ou ils prescrivent des actions contradictoires.
Pour sauvegarder la possibilité des dilemmes moraux, on a alors deux solutions théoriques possibles, : soit on abandonne le principe selon lequel le « devoir » implique le « pouvoir » (« à l'impossible nul n'est tenu » ; ‘ought’ implies ‘can’) ; soit on rejette le « principe d'agglomération ». Ainsi, pour E. J. Lemmons (1962) et Trigg (1971), les dilemmes montrent que le principe selon lequel « à l'impossible nul n'est tenu » est faux. Pour Williams et Bas van Fraassen (1973), ils montrent au contraire la fausseté du principe d'agglomération .
En termes de logique déontique, il faut aussi abandonner soit le principe de consistance déontique (principle of deontic consistency, PC), soit le principe de logique déontique (PD).
En effet, si l'on admet le principe de consistance déontique (principle of deontic consistency, PC), un dilemme contredit nécessairement ce principe. Ce principe stipule que : OA → ¬ O¬ A [l'obligation de faire A implique la non-obligation de faire non-A]. Un dilemme dans lequel l'agent doit faire A, et doit faire B, mais ne peut faire A et B, contredit donc ce principe. Le principe de logique déontique, quant à lui, stipule que si A implique B, et que je suis moralement obligé de faire A, alors je suis aussi moralement obligé de faire B.
Enfin, le « principe d'agglomération » affirme que si j'ai l'obligation de faire A et celle de faire B, alors j'ai l'obligation de faire A et B. Ou encore: (O (A) et O (B)) → O (A et B).
On peut formaliser cela ainsi : 
- le principe selon lequel le devoir implique le pouvoir se traduit ainsi : O (A) → M (A) [ou O : obligatoire ; A : action ; M : possible ; → : implique).
- principe d'agglomération : (O (A) et O (B)) → O (A et B)

Si les dilemmes moraux existent :
1. O (a) [j'ai l'obligation de faire a]
2. O (b)
3. - M (a & b) [je ne peux pas faire a et b]

Or, si le principe d'agglomération est correct:
1. (O (A) et O (B)) → O (A et B)

Et si le principe « devoir » implique « pouvoir » est correct:
1. O (A et B) → M (A et B)

Ce dernier point contredit (3), selon lequel je ne peux pas faire a et b.
On renonce alors soit au principe selon lequel devoir implique pouvoir, soit au principe d'agglomération, afin que le dilemme moral soit logiquement possible. Or, le premier principe semble intuitivement correct (« à l'impossible nul n'est tenu »). Mais on peut avancer des contre-exemples : un créancier qui ne pourrait plus payer ses dettes demeure dans l'obligation de le faire.
Le principe d'agglomération semble lui aussi intuitif : si on a deux obligations, on a l'obligation de faire les deux choses. Un dilemme n'est en effet pas logiquement contradictoire : O (A) et O (¬A) ne sont pas contradictoires (l'obligation de faire A et l'obligation de faire non-A ne sont pas contradictoires), car la contradictoire de O (A) c'est ¬OA (ne pas faire A, et non pas faire non-A).
Mais on peut affirmer qu'en cas de conflit, l'obligation n'est pas conjonctive, mais disjonctive (si on a l'obligation de sauver A et de sauver B, mais qu'on ne peut sauver A et B en même temps, on peut dire qu'on a en fait l'obligation de sauver soit A, soit B).

### Les implications des dilemmes quant à la méta-éthique
En termes de méta-éthique, l'admission de la possibilité et de l'existence des dilemmes moraux a plusieurs conséquences. Ainsi, pour Bernard Williams, ceux-ci impliquent la fausseté du réalisme moral (ou cognitivisme éthique), selon lequel les énoncés moraux sont rationnels et les croyances morales portent sur des réalités indépendantes du sujet. Pour Williams, au contraire, les énoncés moraux expriment des désirs, et non des croyances rationnelles au sujet de réalités morales indépendantes du sujet. L'erreur du réalisme moral, selon Williams, conduit à ne pouvoir expliquer l'existence du regret : puisqu'il est impossible, pour le tenant d'une position cognitiviste, que les deux obligations en conflit soient vraies toutes deux, celui-ci est contraint de nier que l'obligation qui a été négligée demeure en jeu après coup. Pour faire face à cette objection de Williams, le réalisme moral doit faire appel à la notion de Ross de devoir prima facie, mais celle-ci ne rend pas compte des dilemmes entre obligations morales n'admettant pas d'exceptions.
Williams affirme aussi que je peux parfaitement concevoir que deux désirs ou deux obligations sont en contradiction, tandis qu'il est irrationnel d'entretenir des croyances contradictoires: lorsque je découvre que deux de mes croyances ne peuvent être vraies ensemble, j'abandonne nécessairement l'une d'entre elles.

### Les dilemmes en intelligence artificielle
L'essor des véhicules à conduite automatique nécessite la résolution de dilemmes, tels le dilemme du tramway, par les ordinateurs de bord, et suscite l'irruption de ces problématiques dans les médias grand public. En effet, dans la mesure où c'est l'ordinateur de bord qui prend des décisions sur la conduite, il se pose la question de sa programmation dans les cas d'urgence. Si les capteurs du véhicule signalent l'imminence d'un accident, comment la voiture doit elle au mieux réagir, si elle a le choix entre diverses possibilités d'accidents, aux conséquences diverses, et notamment qui blessent ou tuent différentes(s) personne(s) ? Comment la réponse dépend-elle du fait que les victimes sont plus ou moins nombreuses, et beaucoup ou peu impactées ? sont des passagers ou des personnes extérieures au véhicules ? sont des personnes âgées, des femmes, des femmes enceintes, des hommes ou des enfants ? sont des chômeurs, des employés ou des cadres ? Un site internet universitaire, la « machine morale », se propose d'étudier ces questions et recueille les avis des internautes à propos de diverses situations tests.

### Articles encyclopédiques
- Tappolet Christine (1996). Entrée « Dilemmes moraux » dans le Dictionnaire d'éthique et de philosophie morale (dir. Monique Canto-Sperber), PUF, 1996 (PUF Quadrige, 2004)
- McConnell Terrance. Entrée Moral Dilemmas dans la Stanford Encyclopedia of Philosophy (2002, révisée en 2006).

### Ouvrages et articles
- Gowans Christopher W. (ed.) (1987), Moral Dilemmas, New York: Oxford University Press.
- Marcus Ruth Barcan (1980), Moral Dilemmas and Consistency, The Journal of Philosophy 77 : 121-136, [republié in Gowans (1987): 188-204]
- Lemmon E.J. (1962), Moral Dilemmas, The Philosophical Review 70 : 139-158, [republié in Gowans (1987): 101-114.
- Nagel Thomas (1979), The fragmentation of value in Moral Questions (traduit par Pascal et C. Engel, PUF, 1985).
- Ross W. D. (1930), The Right and the Good
- Sartre Jean-Paul (1957), L'existentialisme est un humanisme
- Trigg Roger (1971), Moral Conflict, Mind 80 : 41-55.
- Van Fraassen Bas (1973), Values and the Heart's Command, The Journal of Philosophy 70 : 5-19, [republié in Gowans (1987): 138-153]
- Sinnot-Armstrong Walter (1988), Moral Dilemmas, Oxford: Basil Blackwell.
- Williams Bernard (1965), Ethical consistency, traduit dans La fortune morale, PUF, 1994.